# Ktèma
 (octobre 2024).
Ktèma est une revue scientifique annuelle de renommée internationale consacrée à l'étude des civilisations de l'Orient, de la Grèce et de Rome antiques. La revue vise à faire tomber les barrières qui séparent les différentes disciplines qui relèvent de l'Antiquité, en mettant en perspective les travaux sur les trois civilisations dans les domaines archéologique, historique et littéraire.

## Histoire
La revue Ktèma a été créée par Edmond Lévy et Edmond Frézouls en 1976, qui l'ont codirigée jusqu'à la mort d'Edmond Frézouls en 1995. La revue a été dirigée par Edmond Lévy à partir de 1995. Depuis mai 2018, la direction est assurée par Dominique Lenfant, professeure d'histoire grecque à l'université de Strasbourg,.

## Caractéristiques
La revue accueille des articles originaux dans tous les champs de la littérature et de l'histoire de la Grèce, de Rome et du Proche-Orient antiques. Les auteurs sont des savants français, italiens, allemands, belges, suisses, espagnols, grecs, américains, britanniques et les langues de publication sont le français, l'anglais, l'italien et l'allemand, voire l'espagnol.
La revue publie des dossiers d’articles relevant d’un même thème, qui peuvent être issus d’une rencontre scientifique ou d’un appel à contributions. Elle accueille également sous la rubrique varia des articles proposés individuellement par leurs auteurs. Avant d’être acceptés pour publication, les articles sont tous soumis, sous le sceau de l'anonymat, à l'expertise de deux spécialistes du domaine concerné, qui sont extérieurs au comité de rédaction.
Depuis 2021, la revue, qui continue d'être imprimée chaque année, est également consultable sur le portail Persée, à l'exception des derniers numéros, appelés à être mis en ligne à leur tour deux ans après la publication imprimée.